# Basta (Beckett)
Basta è una novella di Samuel Beckett scritta in francese (Assez) e pubblicata nel 1966 dalle Éditions de Minuit di Parigi in Têtes-mortes. In inglese, tradotta dall'autore stesso con il titolo Enough, è uscita presso Calder di Londra nel 1970. La traduzione in italiano, di Guido Neri, è apparsa per la prima volta in Teste morte, nella collana Einaudi Letteratura della casa editrice di Torino nel 1969.

## Trama
L'io narrante, di sesso incerto, e un secondo personaggio, un vecchio dalla schiena ricurva, camminano insieme per dieci anni, conversando su diversi argomenti, in prevalenza di aritmetica. A volte piove. Alla fine per un fraintendimento i due si separano, e il personaggio giovane pensa di aver passato con il vecchio anni importanti per la propria formazione.

## Edizioni
- Samuel Beckett, Assez, in Têtes-mortes, Éditions de Minuit, Paris, 1966
- id., Enough, in No's Knife, Calder, London 1967
- id., Basta, in Teste morte, trad. Guido Neri, "Einaudi Letteratura", Einaudi, Torino, 1969
- id., in Racconti e prose brevi, a cura di Paolo Bertinetti, "Letture", Einaudi, Torino, 2010, ISBN 978-88-06-20215-6